# Halina Marmurowska-Michałowska
Halina Ludwika Marmurowska-Michałowska – polska psychiatra, profesor nauk medycznych.

## Życiorys
W 1995 r. habilitowała się na podstawie pracy zatytułowanej Depresja a osobowość. W 2009 r. uzyskała tytuł profesora nauk medycznych. Została pracownikiem naukowym w Katedrze i Klinice Psychiatrii na I Wydziale Lekarskim z Oddziałem Stomatologicznym Uniwersytecie Medycznym w Lublinie.